# المحمودية (الشرقية)
قرية المحمودية هي إحدى القرى التابعة لمركز ههيا في محافظة الشرقية في جمهورية مصر العربية. حسب إحصاءات سنة 2006، بلغ إجمالي السكان في المحمودية 4807 نسمة، منهم 2488 رجل و2319 امرأة.

## التاريخ
قرية المحمودية من القرى القديمة، حيث وردت باسم «فسوكة» في أعمال الشرقية ضمن قرى الروك الناصري التي أحصاها ابن الجيعان في كتاب «التحفة السنية بأسماء البلاد المصرية». وفي العصر العثماني وردت باسم «فسوكة» في التربيع العثماني الذي أجراه الوالي العثماني سليمان باشا الخادم في عصر السلطان العثماني سليمان القانوني ضمن قرى ولاية الشرقية، وفي تاريخ 1228هـ/1813م الذي عدّ قرى مصر بعد المسح الذي قام به محمد علي باشا باسم «فسوكة» ضمن قرى مديرية الشرقية. تغيّر اسمها إلى «المحمودية» بطلب من أهلها سنة 1347هـ/1928م.